# Сфенж
Сфенж (от араб. السفنج‎, латинизированное Safanj, что означает «губка») — магрибский кольцевидный по своей форме пончик, обжаренный в масле. Пышный и мягкий, напоминает губку. Сфенж едят посыпав сахаром или пропитав мёдом. Это хорошо известное блюдо в странах Магриба, которое традиционно готовят и продают рано утром на завтрак или ближе к вечеру в сопровождении чая — обычно мятного — или кофе. Термин сфенж используется в Алжире и других частях Магриба. В Тунисе сладость называют бамбалуни, сфинц — в Ливии. В Марокко наряду с термином «сфенж», также используется «марокканские пончики». Его также называют Khfaf или ftayr в Алжире, и иногда называют «алжирским пончиком».
За пределами Магриба сфенж часто едят марокканские евреи и другие сефарды в Израиле и других странах на Хануку. Сфенж и другие пончики едят на Хануку, потому что их жарят на масле в память о ханукальном чуде, когда масла, которого должно было хватить в светильнике в Храме в Иерусалиме на один день, хватило на восемь. Хотя сфендж можно приготовить дома, как это обычно делается в Израиле, марокканцы почти всегда предпочитают покупать его у уличных торговцев или в пекарнях, где его обычно нанизывают на пальмовые ветви.

## История
Сфенж возник в Аль-Андалусе (мавританская Испания). Согласно легенде, он был создан по ошибке, когда пекарь случайно уронил шарик теста в кастрюлю с раскаленным маслом. Сфенж был важной частью андалузской культуры, роль которого лучше всего охарактеризовал стих поэта того времени: «Пекари сфенжи стоят столько же, сколько короли» («سفاجين تحسبهم ملوكا»).
Не ясно, как сфенж распространился в Магрибе, утверждается, что он был хорошо известен при династии Маринидов, правившей Марокко с 1270 по 1465 год. Он распространился во Францию в XIII веке, где поспособствовал созданию бенье. Сфенж стали подслащивать сахаром только с XVIII века, хотя сахарный тростник широко культивируется в арабском мире с VIII века. До этого изделие подслащивали мёдом или сиропом, или просто подавали в чистом виде.
Хотя сфендж происходит из Аль-Андалуса, большинство пекарей и продавцов сфенжа в Магрибе традиционно были амазигами (берберами). Считается, что кочевые амазиги распространили сфендж по всему Магрибу с помощью купцов, путешествовавших по региону.
Пекари сфенжа, называемые суфнаж (سفناج), вскоре появились по всему Магрибу, что свидетельствует о популярности десерта. Суфнажин (множественное число от суфнаж) стали центральными фигурами в общественной жизни районов Магриба, поскольку каждое утро они общались почти с каждым домом в своей общине, а работа суфнажем считалась респектабельной. В традиционной пекарне сфенжа суфнадж с большой круглой фритюрницей сидит на платформе, которая приподнята более чем на метр над землей. Клиенты окружают эту платформу и пытаются привлечь внимание суфнажа, чтобы получить заказ, поднимая руку и крича.
Традиционные суфнажин быстро исчезают в современном Магрибе в результате роста промышленных пекарен и распространения рецептов сфенжа в блогосфере Интернета.

## Ливийский сфинц
В Ливии сфинц едят, посыпав сахаром или пропитав медом или финиковой патокой. Его можно есть на пятничный завтрак или к послеобеденному чаю. Хотя его едят круглый год, он особенно популярен в зимние месяцы, а также во время Рамадана и Ид аль-Фитр. Это ливийская версия пончиков сфенж, которые широко популярны в других странах Магриба.
Сфинц также можно приготовить с жареным яйцом в центре. Яйцо может быть жидким или твердым и часто покрыто сыром.

## Сфенж в Израиле
Сфенж (ивр. סְפינְג'‎) вошел в израильскую культуру до 1948 года, поскольку евреи Магриба принесли его с собой, когда иммигрировали в Подмандатную Палестину. Сфендж быстро стал популярным на Хануку, так как его легко приготовить дома. Однако простота приготовления сфенжа способствовала потере его популярности в Израиле, когда Гистадрут, национальный профсоюз Израиля, настаивал на том, чтобы в конце 1920-х годов суфгания, наполненная желе, стала традиционной едой Хануки. Хорошо приготовить суфганийот могут только профессиональные пекари, и Гистадрут хотел, чтобы суфганийот вытеснил домашнее приготовление латкес, чтобы обеспечить работой еврейских пекарей. Их усилия увенчались успехом: к 2016 году 7 миллионов евреев Израиля съедали 20 миллионов суфганийот в год. Большинство израильских евреев сообщают, что едят суфганийот на Хануку, чем постятся на Йом-Кипур.

## Разновидности
В дополнение к обычному сфенджу, есть две особые разновидности сфенджа, не считая различных начинок (мёд, сироп и сахар):
- Сфенж матифийя (السفنج المطفية), сфенж, который растирают, а затем обжаривают во второй раз.
- Сфенж матифийя биль-байд (السفنجة المطفية بالبيض), с добавлением яйца перед повторным обжариванием.

## В языке
Важность сфенжа для марокканской культуры отражена в нескольких идиомах марокканского арабского языка, в том числе:
- «Дайте кому-нибудь сфенж, и он скажет, что это уродливо» (صاب سفنجة وقال عوجة), что означает «не суди о книге по обложке» или «не кусай руку, которая тебя кормит».
- «Как будто бьют собаку сфенжем» (بحال يلا ضربتي كلب باسفنجة), что означает тщетное или сизифово усилие, особенно акт бессмысленной мелкой мести (потому что, если кто-то ударит собаку сфенжем, собака съест и ей только понравится).
- «Требовать масла у сфнежа» (طلب الزيت من سفناج), что означает «брать у нуждающихся» (потому что пекарь сфенжа использует большое количество растительного масла).

## Галерея
- Сфенж жарят во фритюре в традиционной наклонной фритюрнице в Марракеше, Марокко. Сфенжи кладут на край без масла, чтобы поджарить дно и надуть тесто. После полного надувания их перемещают в горячее масло.
- Сфенж в Эс-Сувейре, Марокко. Сфенжи связаны друг с другом путем пропускания пальмовой ветви через центр.
- Способ приготовления сфенжа в Алжире.
- Хфаф из Кабилии в Алжире.
- Сфенж, посыпанный сахаром, подается на тарелке.